# الجزائر في الألعاب الأولمبية الشتوية 2010
شاركت الجزائر في الألعاب الأولمبيّة الشتوية 2010 في فانكوفر، كولومبيا البريطانية، بكندا.

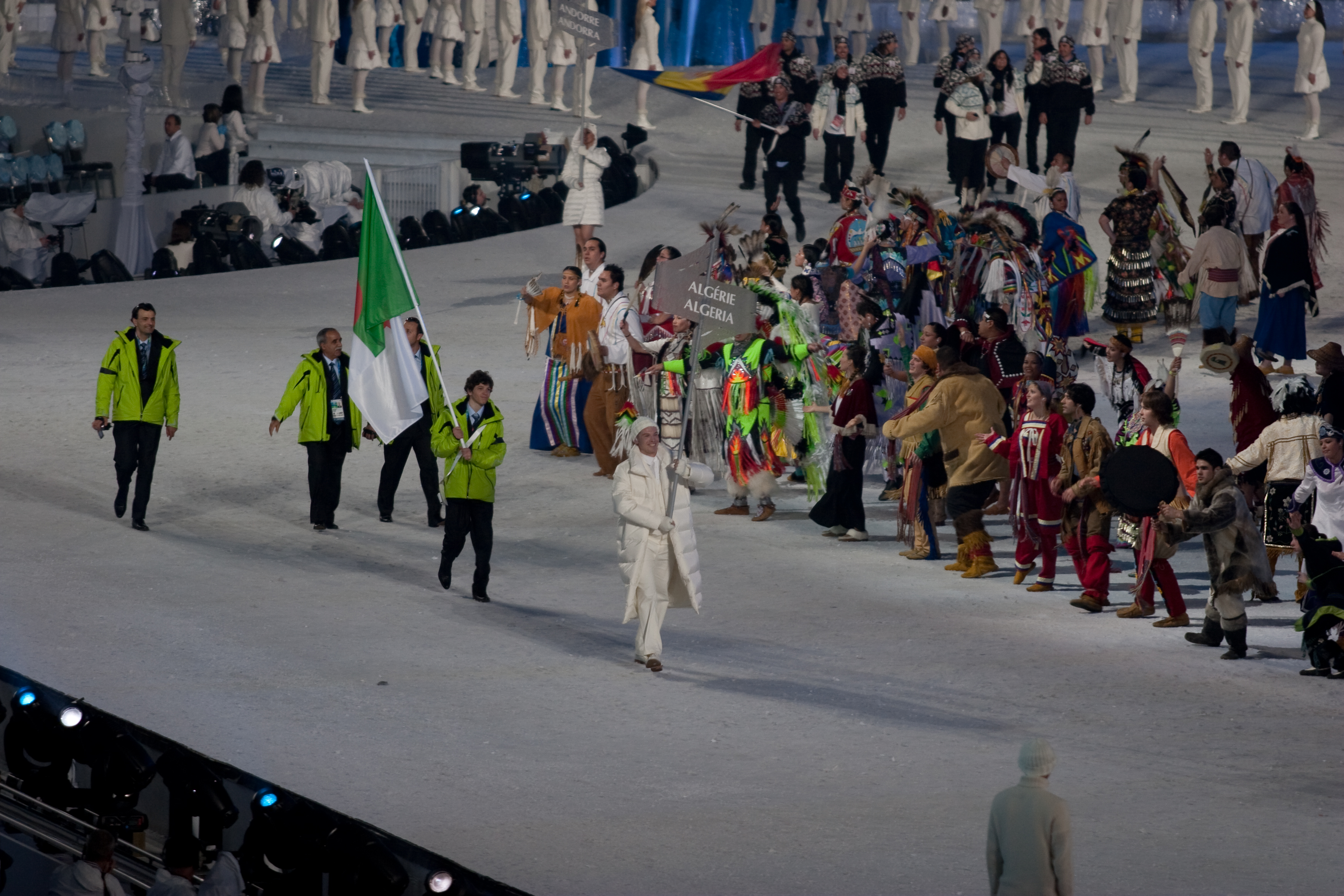
الرياضيون يدخلون الملعب أثناء المراسيم الافتتاحية.

## التزلج الريفي
| الرياضي         | الحدث              | النهائي | النهائي | النهائي |
| الرياضي         | الحدث              | الزمن   | Deficit | الرتبة  |
| --------------- | ------------------ | ------- | ------- | ------- |
| مهدي سليم خليفي | 15 كيلومتر نوع حر ‏ | 41:38.5 | 8:02.2  | 84      |